# Dusona viduator
Dusona viduator là một loài tò vò trong họ Ichneumonidae.